# Charles Thony
Charles Joseph Thony, né le 29 mai 1842 dans l'ancien 6e arrondissement de Paris et mort le 30 avril 1919 à Royan, est un compositeur et chef d'orchestre français.

## Biographie
Chef d'orchestre des Bouffes-du-Nord, on lui doit les musiques de près de deux-cent soixante chansons du début des années 1880 à la fin des années 1910 sur des paroles, entre autres, d'Eugène Joullot, Charles-Alexandre Guyon, Léo Lelièvre ou Henry Drucker.
Il adapta aussi la chanson Karama de Vivian Grey sous le titre de L'amour mesdames ainsi que de la même auteure Anona, sur des paroles d'Eugène Héros et P.-L. Flers (1906). Il composa aussi quelques valses et des polkas.

## Œuvres
Musique d'opérette
- 1880 : Le Carnaval de Blésimard, folie-opérette en 1 acte, livret d'Édouard Hermil et Armand Numès, à l'Alcazar d'hiver (14 mars)
- 1881 : Mon p'tit oncle, opérette en 1 acte, livret d'Édouard Hermil et Armand Numès, à l'Eldorado (31 août)
- 1882 : Auteur par amour, opérette en 1 acte, livret d'Albert Cahen, Édouard Norès et Émile Cohl, à la Scala (9 septembre)
- 1893 : Veuve Prosper, successeur, opérette en 3 actes, livret d'Adrien Vély et Alévy, au théâtre Déjazet (11 octobre)
- 1884 : Le Dragon du roi, opérette en 1 acte, livret de Gardel-Hervé, à la Scala (26 janvier)
- 1886 : La Toquade d'une toquée, opérette en 1 acte, livret d'Henry Min, au Casino des Arts à Lyon (8 juillet)
- 1890 : Le Spleen, opérette-bouffe en 1 acte, mêlée de danses, livret d'Édouard Hermil et Armand Numès[3]
- 1894 : Les Hussards bleus, opérette-vaudeville en 2 actes et 3 tableaux, livret d'Ernest Depré, au Trianon (6 novembre)
- 1897 : Friper's and C°, robes et manteaux , opérette en 1 acte, livret de Fred Tomy et Peter Carin, au Divan japonais (19 juin)

Musique de scène
- 1881 : Après nous, la fin du monde, revue en 2 actes et 3 tableaux d'Henry Min, à la Gaîté-Rochechouart (décembre)
- 1882 : C'est la loi !, drame en 5 actes et 1 prologue de Mary Cliquet, au théâtre Cluny (juin)
- 1886 : La Bamboche, vaudeville en 4 actes de Vast-Ricouard et Christian de Trogoff, musique de Charles Thony, Édouard Okolowicz et Daynes, au théâtre Déjazet (9 septembre)
- 1893 : Jean Mayeux, mimodrame en 3 actes et 1 prologue, livret de Pierre-Armand Blanchard de la Bretesche, aux théâtre des Bouffes-du-Nord (13 février)[4]
- 1894 : Le Grillon, drame mêlé de chants en 5 actes et 6 tableaux de Clément Rochel et d'Albert de Ricaudy, aux Bouffes-du-Nord (26 janvier)
- 1895 : La Fiancée de Gigomez, pantomime en 1 acte, au théâtre des Menus-Plaisirs (3 avril)
- 1895 : L'Air de Paris, vaudeville en 3 actes de Marc Sonal et Victor Gréhon, au théâtre Déjazet (10 mai)
- 1895 : Paris-Montmartre, revue d'été en 2 actes et 6 tableaux d'Adrien Vély et Alévy, au Trianon (8 juin)
- 1895 : Kokambo, pièce à grand spectacle de Daniel Jourda et Léonard Rivière, au théâtre Moncey (14 décembre)
- 1896 : Fin d'amour, pantomime de Fred Tomy et Peter Carin, au théâtre de la Bodinière (22 février)
- 1897 : La Revue au poste, fantaisie-revue en 1 acte de Fred Tomy, au théâtre Moncey (23 janvier)
- 1897 : Double Alliance !, pièce franco-russe en 5 actes et 9 tableaux de Fred Tomy et Francis Gally, au théâtre Moncey (31 décembre)
- 1898 : Championnet, drame à grand spectacle en 5 actes et 7 tableaux de Théodore Henry, au théâtre des Nations (13 octobre)
- 1902 : Boule de son, fantaisie parodique en 1 acte d'Henri Giraud et Joseph Méténier, à La Sirène (4 octobre)
- 1903 : Têtes de Turc, vaudeville en 1 acte de Maurice Varret et Henry de Gorsse, au Ba-ta-clan (13 mars)
- 1904 : Les Cambrioleurs de Paris, drame en 5 actes et 8 tableaux d'Henri Kéroul et Gardel-Hervé, au théâtre de l'Ambigu (23 juin)

Musique de chanson
- 1880 : Aimer !, ballade, paroles d'Édouard Hermil et Armand Numès
- 1885 : Les Amours de Boulapotoff, sérénade chorégraphique, paroles de Charles-Alexandre Guyon
- 1896 : Au Roch'chouart, études de mœurs, paroles de Jules Berthier
- 1909 : L'Amour nihiliste, paroles de Paul Verneuil
- 1909 : L'Aéronette, chansonnette, paroles de Louis Bousquet
- 1909 : Fine lame, chansonnette, paroles de Victor Géo
- 1909 : Miss de bonne famille, paroles d'André Mauprey
- 1909 : Flegmatic Miss, chansonnette avec danse, paroles d'André Mauprey
- 1909 : La Meunière de Trianon, chanson, paroles de Victor Géo
- 1910 : Comète et trou-trou, chansonnette, paroles de Victor Géo et Eugène Brau
- 1910 : En sourdine, chansonnette, paroles d'Edmond Stablo-Bréval
- 1910 : Gentille Ninette, paroles d'Edmond Stablo-Bréval
- 1910 : Je te l'frai voir, chansonnette, paroles de Félix Mortreuil
- 1910 : Piège d'amour, paroles de Raoul Le Peltier
- 1910 : L'Homme sans maîtresse, paroles de Louis Fauriol et Émile Rémongin
- 1911 : Toujours ! Jamais !, paroles de Louis Fauriol et Émile Rémongin
- 1911 : Le Désir de Bébé, paroles d'Émile Defrance
- 1912 : Le Vieux vautour, chanson typique, paroles de Victor Géo et Cyr Meille
- 1912 : Souvenez-vous, chanson marche, paroles de André Lénéka et Henri Maheu

Musique de ballet
- 1900 : Santa Marietta, ballet en 1 acte de G. Vanara, au Kursaal de Genève (21 avril)
- 1913 : Le Beau Nicolas, ballet en 1 acte de Francis Gally, au Casino municipal de Royan (16 septembre)